# Pere Jordana Borràs
Pere Jordana Borràs (Reus, 3 de gener de 1882 - 2 de març de 1967) va ser un polític i periodista català.
Destacat polític reusenc i membre del Partit Republicà Radical, va ocupar diversos càrrec a la Casa del Poble lerrouxista i actuà a tots els mítings del seu partit, encara que sembla que no era bon orador. Va ser regidor municipal en diversos ajuntaments i el 1934 va ocupar l'alcaldia de Reus quan l'autoritat militar va cessar a Antoni Huguet Regué i el nomenà alcalde gestor. Més endavant, el juny de 1935, va formar-se la nova corporació municipal amb representants de la Lliga Catalana, dels radicals lerrouxistes i d'Acció Popular Catalana, la filial a Catalunya de la CEDA. Pere Jordana va ser ratificat en el càrrec d'alcalde. El gener de 1936, arran de la dimissió del govern Lerroux l'octubre anterior i del deteriorament de les coalicions entre els partits de dretes, es va veure obligat a dimitir de l'alcaldia.
Amic personal i col·laborador de Josep Simó i Bofarull, no el va seguir, quan aquest va fundar el Partit Radical Autònom de les Comarques Tarragonines.
Com a periodista col·laborà activament a El Consecuente, La Lucha i Reus i va dirigir un setmanari: El Progreso: semanario republicano radical el 1915, i un quinzenal, Politicon, periòdic ultra-radical, que va sortir el 1916. Va ser pare del dibuixant Màrius Jordana Llevat i del pintor Pere Jordana.